# Oakwood Park (Misuri)
Oakwood Park es una villa ubicada en el condado de Clay en el estado estadounidense de Misuri. En el Censo de 2010 tenía una población de 188 habitantes y una densidad poblacional de 1.083,39 personas por km².

## Geografía
Oakwood Park se encuentra ubicada en las coordenadas 39°12′17″N 94°34′26″O / 39.20472, -94.57389. Según la Oficina del Censo de los Estados Unidos, Oakwood Park tiene una superficie total de 0.17 km², de la cual 0.17 km² corresponden a tierra firme y (0%) 0 km² es agua.

## Demografía
Según el censo de 2010, había 188 personas residiendo en Oakwood Park. La densidad de población era de 1.083,39 hab./km². De los 188 habitantes, Oakwood Park estaba compuesto por el 89.89% blancos, el 0% eran afroamericanos, el 0% eran amerindios, el 1.6% eran asiáticos, el 1.6% eran isleños del Pacífico, el 3.19% eran de otras razas y el 3.72% pertenecían a dos o más razas. Del total de la población el 5.32% eran hispanos o latinos de cualquier raza.